# Marie Jeanne Riccoboni
Marie Jeanne Riccoboni, (París, 1714 - 7 de desembre de 1792) fou una actriu i escriptora francesa.
De soltera Laboras de Mezières, el cognom li ve de la seva boda amb l'actor i escriptor italià Riccoboni (1707-1772) l'any 1735.
Tant per amor al seu marit com per la seva afició a l'escena, es dedicà al teatre, en el que per espai de vint-i-cinc anys feu papers de dona jove, malgrat que de veritat com a actriu no passà mai d'una mitjania.
Més afortunada en la literatura, publicà una sèrie d'obres que tingueren molta acceptació, principalment les titulades:
- Histoire du marquis de Crécy (1756)
- Lettres de Fanny Buttler (1757)
- Lettres de Milady Catesby
- Miss Jenny (1764)
- Lettres de la comtese de Saucerre
- Lettres de Sophie de Valière
- Lettres de Milord Rivers (1772)
- Ernestine
- Recueil de pièces et d'histoires (1783)

De les seves Obres completes se'n feren diverses edicions.